# Pavla Buzková
Pavla Buzková-Ježková, v matrice Pavlína (22. října 1885 Ohnišov – 15. dubna 1949 Praha), byla česká spisovatelka, novinářka a politička.

## Život
Rodiče Pavly byli Josef Ježek, domkář z Ohnišova a Anna Ježková-Matušková z Valu. V roce 1907 se provdala za učitele Kamila Buzka (1874–1950), který podporoval její intelektuální činnost a přivedl ji do Masarykovy Realistické strany, kam vstoupila roku 1906.
Pracovala v ženském hnutí a za první světové války v odboji. Roku 1918 vstoupila do České strany (národně) socialistické. Tvořila eseje, beletrii a literární kritiku.

## Dílo

### Spisy
- Pokrokový názor na ženskou otázku – Praha: Rosendorf, 1909
- Žena v životě a díle Macharově: studie – Praha: F. Šimáček, 1918
- Mlhy úsvitu: povídka – Praha: Šolc a Šimáček, 1920
- Proč český člověk nemůže být římským katolíkem? – Praha: Volná myšlenka československá, 1920

- Krise ženskosti: úvahy – Praha: Melantrich, 1925

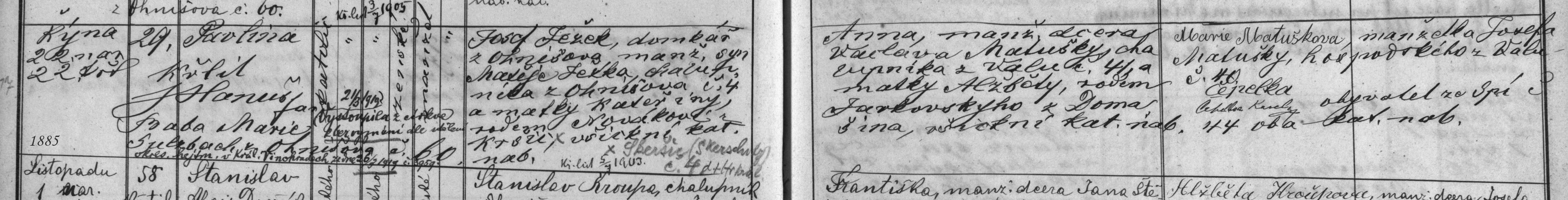
matriční zápis o narození a křtu Pavly Ježkové (matrika N 1854-1898 Ohnišov (SOA Zámrsk))

- Mlází: román – Praha: Melantrich, 1929

- Legionářská tragédie – Praha: Svaz národního osvobození, 1930
- České drama – Praha: Melantrich, 1932
- O národní divadlo – Praha: Otto Girgal, 1932
- Šaldovy Loutky a dělníci boží: literárně kritická studie – Praha: Družstevní práce, 1936
- Přítelkyně. Hana Kvapilová a Růžena Svobodová ve svých dopisech: literárně životopisná studie – Praha: Topič, 1939
- Žena v českém umění dramatickém – P. Buzková, M. Rutte, R. Vacková. Praha: Topič, 1940
- Srdce na štít: úvahy o přátelství a lásce – Praha: Českomoravský kompas, 1941
- Přerod: román vesnické proměny – Praha: Hejda a Zbroj, 1943
- Hana Kvapilová – Praha: Orbis, 1949

### Ostatní
- Divadelní hry – Božena Benešová; připravila k tisku a poznámkami doprovodila. Praha: Melantrich, 1937
- Verše – Božena Benešová; uspořádala a poznámkami opatřila. Praha Melantrich, 1938

## Galerie

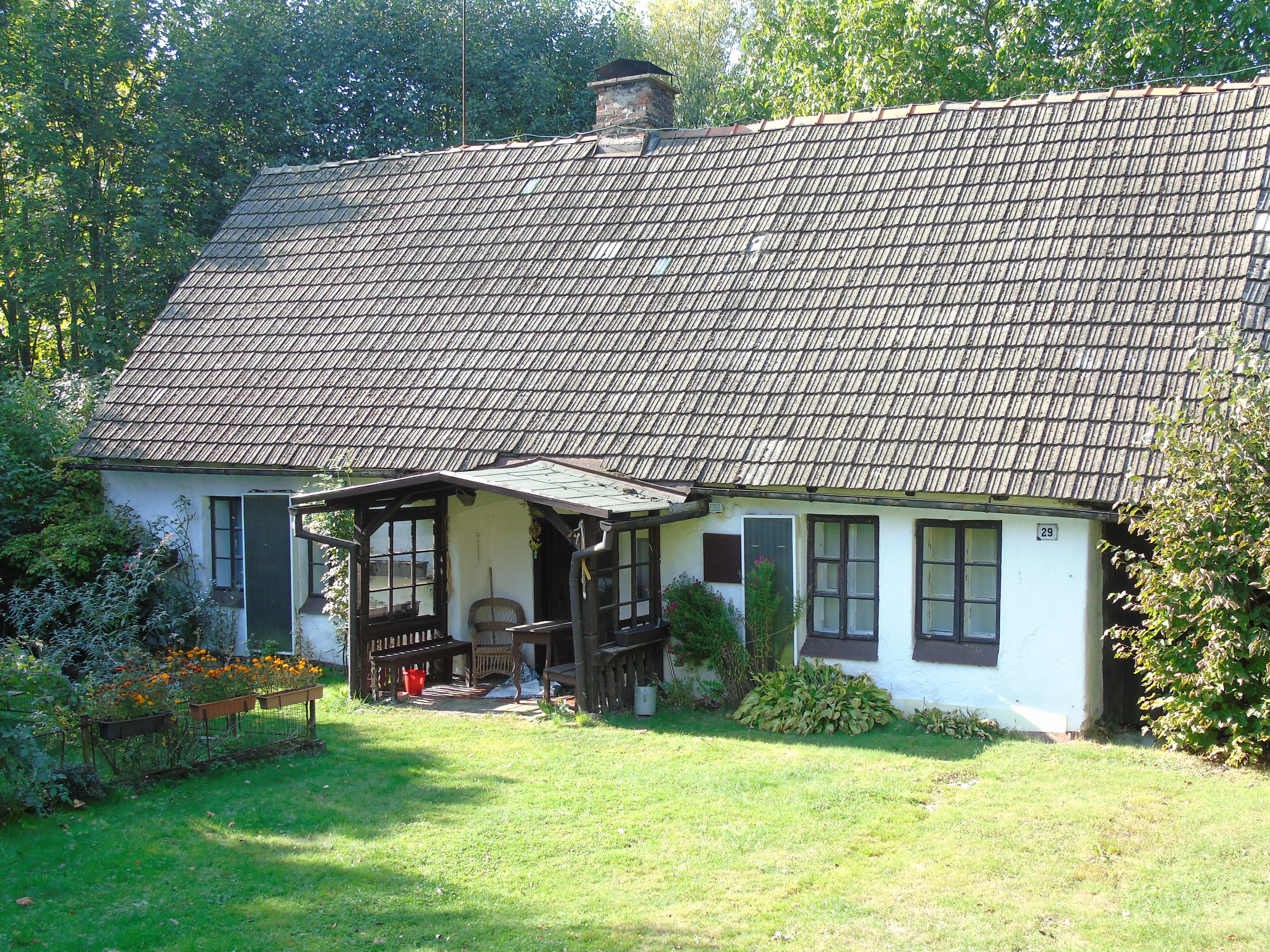
Rodný domek spisovatelky Pavly Buzkové v Ohnišově, čp. 29